# سلوبودان خليلوفيتش
سلوبودان خليلوفيتش هو مدرب كرة قدم ولاعب كرة قدم صربي في مركز الدفاع، ولد في 1951 في بانوفيتشي في البوسنة والهرسك. لعب مع رادنيتشكي نيش.